# Agabus guttatus
Agabus guttatus là một loài bọ cánh cứng trong họ Bọ nước. Loài này được Paykull miêu tả khoa học năm 1798.

## Hình ảnh

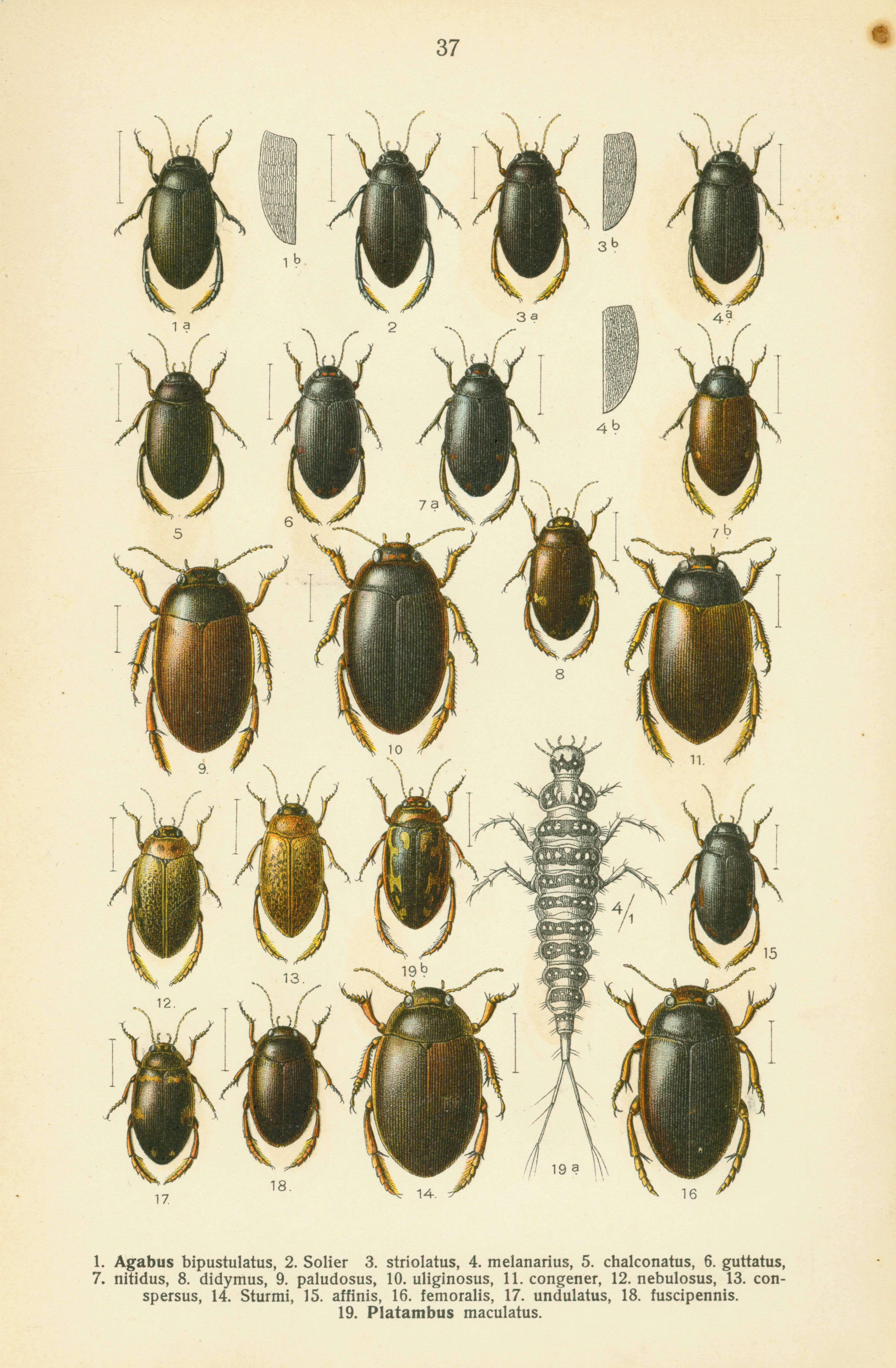